# Закон Евросоюза об ИИ
Регламент об искусственном интеллекте (также Закон об искусственном интеллекте или Закон об ИИ) — это нормативный акт Европейского союза об искусственном интеллекте. Принят Европейским парламентом 13 марта 2024 года и одобрен Советом ЕС 21 мая 2024 года. 
Закон, предложенный Европейской комиссией 21 апреля 2021 года, направлен на создание общей нормативно-правовой базы для использования искусственного интеллекта. Его сфера действия охватывает все отрасли (кроме военной) и все виды искусственного интеллекта. Будучи нормативным актом в отношении продукции, он не будет наделять правами отдельных лиц, но будет регулировать деятельность поставщиков систем искусственного интеллекта и организаций, использующих их в профессиональной деятельности.
Закон ЕС об искусственном интеллекте направлен на классификацию и регулирование приложений, использующих искусственный интеллект, в зависимости от риска причинить вред пользователю. Исходя из предложенной классификации продукты ИИ можно разделить на три категории:
- запрещённые системы (с недопустимой степенью риска);
- системы с высокой степенью риска;
- остальные системы искусственного интеллекта.

К запрещённым системам относятся те, которые используют искусственный интеллект для сублиминального (подсознательного) манипулирования или использования уязвимых мест людей, что может привести к физическому или психологическому ущербу, неизбирательное использование дистанционной биометрической идентификации в реальном времени в общественных местах для обеспечения правопорядка или использование властями «социальных баллов», полученных с помощью ИИ, для несправедливого ущемления прав отдельных лиц или групп. Закон полностью запрещает последние, а для первых трёх предлагается режим разрешения в контексте правоприменения.
Согласно закону, системы с высокой степенью риска — это системы, представляющие значительную угрозу здоровью, безопасности или основным правам человека. Они требуют обязательной оценки соответствия, проводимой поставщиком, перед выпуском на рынок. Особо важные приложения, например, для медицинских устройств, требуют, чтобы оценка поставщика в соответствии с требованиями Закона об искусственном интеллекте рассматривалась нотифицированным органом, проводящим оценку в соответствии с существующими нормами ЕС, например, Положением о медицинских устройствах.
Системы искусственного интеллекта, не относящиеся к вышеперечисленным категориям, не подлежат никакому регулированию, при этом государства-члены в значительной степени лишены возможности дальнейшего их регулирования посредством максимальной гармонизации. Существующие национальные законы, касающиеся разработки или использования таких систем, не применяются. Однако предусматривается создание, хотя и с опозданием, добровольного кодекса поведения для таких систем.
Закон также предлагает создать Европейский совет по искусственному интеллекту, который будет содействовать национальному сотрудничеству и обеспечивать соблюдение правил.
Подобно Общему регламенту Европейского союза по защите данных, Закон об искусственном интеллекте может стать глобальным стандартом. Он уже влияет на законодательство стран за пределами Европы: в сентябре 2021 года Конгресс Бразилии принял законопроект, создающий правовую базу для искусственного интеллекта. Европейский совет принял свой общий подход к Закону об искусственном интеллекте 6 декабря 2022 года. Германия поддерживает позицию Совета, но все же видит необходимость в дальнейших улучшениях, что было сформулировано в сопроводительном заявлении государства. Среди мер, которые, вероятно, будут предложены, — обязать разработчиков ИИ для таких продуктов, как ChatGPT от OpenAI, заявлять, использовались ли материалы, защищенные авторским правом, для обучения их технологии.

## Исполнение
Закон регулирует вступление на внутренний рынок ЕС. Для этого он использует Новую законодательную базу, которая восходит к Новому подходу, принятому ещё в 1985 году. Работает это следующим образом: Законодатель ЕС создает правовой акт, который содержит наиболее важные положения, которым должны соответствовать все системы искусственного интеллекта, желающие получить доступ на внутренний рынок ЕС. Эти требования называются «существенными требованиями». В соответствии с новой законодательной базой эти основные требования передаются европейским организациям по стандартизации, которые разрабатывают технические стандарты, дополнительно конкретизирующие основные требования.
Как уже упоминалось выше, закон требует, чтобы государства-члены создали свои собственные нотификационные органы. Оценка соответствия должна проводиться для того, чтобы проверить, действительно ли системы искусственного интеллекта соответствуют стандартам, изложенным в Законе об ИИ. Эта оценка соответствия проводится либо путем самооценки, что означает, что поставщик системы ИИ сам проверяет соответствие, либо путем оценки соответствия третьей стороной, что означает, что оценку проводит нотифицирующий орган. Нотифицирующие органы сохраняют возможность проводить аудиты для проверки правильности проведения оценки соответствия.
Согласно текущему предложению, многие системы ИИ с высоким уровнем риска не требуют оценки соответствия третьей стороной, что вызывает критику со стороны некоторых экспертов.  Эта критика основана на том, что системы ИИ с высоким уровнем риска должны быть оценены независимой третьей стороной, чтобы полностью обеспечить их безопасность.